# Carla Marín Benito
Carla Marín Benito (Barcelona, 14 d'agost de 1990) és una jugadora d'escacs catalana que ha estat campiona de Catalunya.
Membre del Club Escacs Peona i Peó de Barcelona, el 2010 fou campiona de Catalunya femení i el 2009 n'havia estat subcampiona. El 2011 entrà a formar part, com a vocal dels escacs femenins, de la junta directiva de la Federació Catalana d'Escacs.
A la llista d'Elo de la FIDE del maig de 2016, hi tenia un Elo de 1871 punts, cosa que en feia la jugadora número 83 (en actiu) de l'estat espanyol. El maig de 2019 havia assolit un Elo de 1974.